# Sara Hurtado
Sara Hurtado (ur. 3 listopada 1992 w Madrycie) – hiszpańska łyżwiarka figurowa, startująca w parach tanecznych z Kiriłłem Chalawinem. Uczestniczka igrzysk olimpijskich (2014, 2018), medalistka zawodów Challenger Series oraz 7-krotna mistrzyni Hiszpanii (2012–2015, 2017–2019).

## Osiągnięcia

### Z Kiriłłem Chalawinem

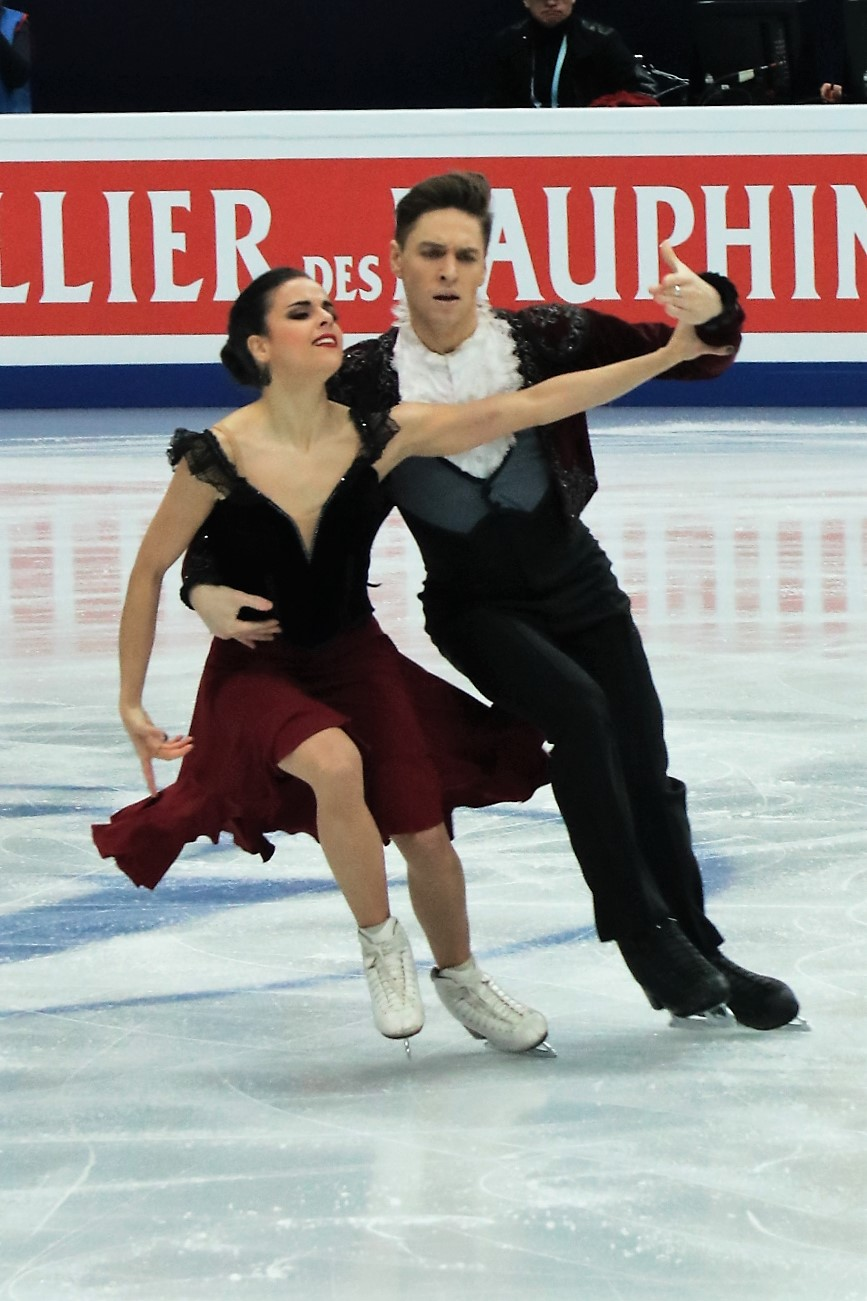
Hurtado i Chalawin na mistrzostwach Europy 2018

| Zawody                        | 16–17          | 17–18          | 18–19          | 19–20          | 20–21          | 21–22          |                |                |                |                |                |                |                |                |                |                |                |
| Międzynarodowe                | Międzynarodowe | Międzynarodowe | Międzynarodowe | Międzynarodowe | Międzynarodowe | Międzynarodowe | Międzynarodowe | Międzynarodowe | Międzynarodowe | Międzynarodowe | Międzynarodowe | Międzynarodowe | Międzynarodowe | Międzynarodowe | Międzynarodowe | Międzynarodowe | Międzynarodowe |
| ----------------------------- | -------------- | -------------- | -------------- | -------------- | -------------- | -------------- | -------------- | -------------- | -------------- | -------------- | -------------- | -------------- | -------------- | -------------- | -------------- | -------------- | -------------- |
| Igrzyska olimpijskie          |                | 12             |                |                |                |                |                |                |                |                |                |                |                |                |                |                |                |
| Mistrzostwa świata            |                |                | 12             |                | 11             |                |                |                |                |                |                |                |                |                |                |                |                |
| Mistrzostwa Europy            | 13             | 8              | 7              | 7              | C              | 6              |                |                |                |                |                |                |                |                |                |                |                |
| GP Rostelecom Cup             |                |                | 2              | 3              |                | 4              |                |                |                |                |                |                |                |                |                |                |                |
| GP Skate Canada International |                |                |                | 5              |                |                |                |                |                |                |                |                |                |                |                |                |                |
| GP Grand Prix Helsinki        |                |                | 4              |                |                |                |                |                |                |                |                |                |                |                |                |                |                |
| GP NHK Trophy                 |                |                |                |                |                | 4              |                |                |                |                |                |                |                |                |                |                |                |
| CS Finlandia Trophy           |                | 6              |                |                |                | 5              |                |                |                |                |                |                |                |                |                |                |                |
| CS Golden Spin Zagrzeb        |                | 4              |                |                |                |                |                |                |                |                |                |                |                |                |                |                |                |
| CS Lombardia Trophy           |                |                | 3              |                |                | 3              |                |                |                |                |                |                |                |                |                |                |                |
| CS Memoriał Ondreja Nepeli    |                |                |                | 2              |                |                |                |                |                |                |                |                |                |                |                |                |                |
| CS Minsk-Arena Ice Star       |                |                |                | 1              |                |                |                |                |                |                |                |                |                |                |                |                |                |
| Mentor Toruń Cup              | 2              |                |                |                |                |                |                |                |                |                |                |                |                |                |                |                |                |
| Open d’Andorra                |                | 1              |                |                |                |                |                |                |                |                |                |                |                |                |                |                |                |
| Santa Claus Cup               | 1              |                |                |                |                |                |                |                |                |                |                |                |                |                |                |                |                |
| Krajowe                       |                |                |                |                |                |                |                |                |                |                |                |                |                |                |                |                |                |
| Mistrzostwa Hiszpanii         | 1              | 1              | 1              | 2              |                | 2              |                |                |                |                |                |                |                |                |                |                |                |

### Z Adriánem Díazem

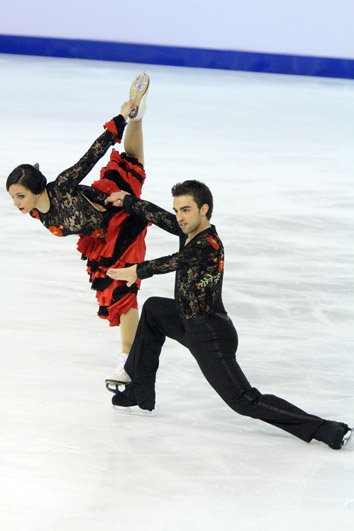
Hurtado i Diaz na mistrzostwach świata juniorów 2010

| Zawody                                | 08–09          | 09–10          | 10–11          | 11–12          | 12–13          | 13–14          | 14–15          | 15–16          |                |                |                |                |                |                |                |                |                |
| Międzynarodowe                        | Międzynarodowe | Międzynarodowe | Międzynarodowe | Międzynarodowe | Międzynarodowe | Międzynarodowe | Międzynarodowe | Międzynarodowe | Międzynarodowe | Międzynarodowe | Międzynarodowe | Międzynarodowe | Międzynarodowe | Międzynarodowe | Międzynarodowe | Międzynarodowe | Międzynarodowe |
| ------------------------------------- | -------------- | -------------- | -------------- | -------------- | -------------- | -------------- | -------------- | -------------- | -------------- | -------------- | -------------- | -------------- | -------------- | -------------- | -------------- | -------------- | -------------- |
| Igrzyska olimpijskie                  |                |                |                |                |                | 13             |                |                |                |                |                |                |                |                |                |                |                |
| Mistrzostwa świata                    |                |                | 23             | 19             | 19             | 16             | 14             |                |                |                |                |                |                |                |                |                |                |
| Mistrzostwa Europy                    |                |                | 15             | 16             | 15             | 10             | 5              |                |                |                |                |                |                |                |                |                |                |
| GP Rostelecom Cup                     |                |                |                |                |                |                |                | WD             |                |                |                |                |                |                |                |                |                |
| GP Skate Canada International         |                |                |                |                |                |                | 8              |                |                |                |                |                |                |                |                |                |                |
| GP Trophée Eric Bompard               |                |                |                | 8              |                |                | 4              | WD             |                |                |                |                |                |                |                |                |                |
| CS Autumn Classic International       |                |                |                |                |                |                | 5              |                |                |                |                |                |                |                |                |                |                |
| CS Finlandia Trophy                   |                |                |                |                |                |                |                | WD             |                |                |                |                |                |                |                |                |                |
| CS Golden Spin Zagrzeb                |                |                |                |                |                |                | 3              |                |                |                |                |                |                |                |                |                |                |
| Bavarian Open                         |                |                | 3              |                |                |                |                |                |                |                |                |                |                |                |                |                |                |
| Cup of Nice                           |                |                |                | 3              |                | 2              |                |                |                |                |                |                |                |                |                |                |                |
| Golden Spin Zagrzeb                   |                |                | 11             | 8              |                | 5              |                |                |                |                |                |                |                |                |                |                |                |
| Mentor Toruń Cup                      |                |                |                |                |                | 2              |                |                |                |                |                |                |                |                |                |                |                |
| Nebelhorn Trophy                      |                |                |                | 7              | 9              | 8              |                |                |                |                |                |                |                |                |                |                |                |
| NRW Trophy                            |                |                |                | 6              |                |                |                |                |                |                |                |                |                |                |                |                |                |
| Zimowa Uniwersjada                    |                |                | 4              |                |                | 8              | 2              |                |                |                |                |                |                |                |                |                |                |
| Międzynarodowe: Kategorie młodzieżowe |                |                |                |                |                |                |                |                |                |                |                |                |                |                |                |                |                |
| Mistrzostwa świata juniorów           | 32             | 16             | 9              |                |                |                |                |                |                |                |                |                |                |                |                |                |                |
| JGP w Niemczech                       |                |                | 5              |                |                |                |                |                |                |                |                |                |                |                |                |                |                |
| JGP w Turcji                          |                | 6              |                |                |                |                |                |                |                |                |                |                |                |                |                |                |                |
| JGP w USA                             |                | 10             |                |                |                |                |                |                |                |                |                |                |                |                |                |                |                |
| JGP w Wielkiej Brytanii               |                |                | 10             |                |                |                |                |                |                |                |                |                |                |                |                |                |                |
| NRW Trophy                            |                | 6 J            | 8 J            |                |                |                |                |                |                |                |                |                |                |                |                |                |                |
| Krajowe                               |                |                |                |                |                |                |                |                |                |                |                |                |                |                |                |                |                |
| Mistrzostwa Hiszpanii                 | 1 J            | 1 J            | 1 J            | 1              | 1              | 1              | 1              |                |                |                |                |                |                |                |                |                |                |

## Programy
Sara Hurtado / Kiriłł Chalawin
| Sezon   | Taniec rytmiczny (RD) | Taniec dowolny (FD) |
| ------- | --- | --- |
| 2021–22 | - Blues: Partition – Beyoncé - Hip-hop: Mi Gente – Beyoncé, J Balvin, Willy William choreografia: Aykhan Shizhin, Aleksandr Żulin, Siergiej Pietuchow                            | - Since I’ve Been Loving You – Led Zeppelin - Starway To Heaven – Led Zeppelin choreografia: Aykhan Shizhin, Aleksandr Żulin, Siergiej Pietuchow |
| 2020–21 | - Fokstrot: Hello, Dolly! – Barbra Streisand - Quickstep: Hello, Dolly! – Frank Sinatra choreografia: Antonio Najarro, Siergiej Pietuchow                                        | - Orobroy – David Dorantes - Puerta del Sol – Manolo Carrasco, Ara Malikian choreografia: Antonio Najarro                                        |
| 2019–20 | - Fokstrot: Hello, Dolly! – Barbra Streisand - Quickstep: Hello, Dolly! – Frank Sinatra choreografia: Antonio Najarro, Siergiej Pietuchow                                        | - Orobroy – David Dorantes - Puerta del Sol – Manolo Carrasco, Ara Malikian choreografia: Antonio Najarro                                        |
| 2018–19 | - Tango: I’ve Seen That Face Before (Libertango) – Sharon Kovacs - Tango: Libertango – Milos Karadaglic, oryg. Astor Piazzolla choreografia: Aleksandr Żulin, Siergiej Pietuchow | - The Great Gig in the Sky – Pink Floyd - Vladimir’s Blues – Max Richter - Sign of the Times – Harry Styles choreografia: Iker Karrera           |
| Sezon   | Taniec krótki (SD) | Taniec dowolny (FD) |
| 2017–18 | - Carlos Santana medley: - Oye Como Va - Maria - Oye Como Va | - Don Kichot – Ludwig Minkus choreografia: Antonio Najarro                                                                                       |
| 2016–17 | - Térez Montcalm medley: - Blues: Sweet Dreams - Swing: Douce Lumière choreografia: Aleksandr Żulin, Siergiej Pietuchow                                                          | - Two Men in Love – The Irrepressibles choreografia: Aleksandr Żulin, Siergiej Pietuchow                                                         |